# 共同映画
共同映画株式会社（きょうどうえいが）は、日本の映画会社である。労働組合映画協議会の事業活動部門として創立され、後に株式会社化された。

## 略歴・概要
国鉄労働組合等、40数労組によって1946年（昭和22年）6月に設立された「労働組合映画協議会」の事業活動部門として、1950年（昭和25年）10月1日に創立された。
1953年（昭和28年）、月の輪古墳の発掘運動をテーマにしたドキュメンタリー映画『月の輪古墳』（監督荒井英郎・杉山正美、脚本吉見泰、製作記録教育映画製作協議会）の普及活動を通じ、教育映画部門に進出した。
1963年（昭和38年）8月12日、株式会社として登記する。
1966年（昭和41年）、埼玉県大宮市（現在の同県さいたま市大宮区）の子ども会が主催した上映会で、ピョートル・エルショーフの『せむしの仔馬』を原作としたアニメーション映画『せむしのこうま』（Конёк-Горбунок、監督イワン・イワノフ＝ヴァノ、1947年）を上映し、以降同社は「親と子のよい映画を見る会」の運動を全国に広めた。⇒ 親子映画
「共同映画全国系列会議」を組織し、北海道・東北・関東・中部・北陸・関西・沖縄に関しては同社が、長野・新潟については有限会社長野映研が、中国・四国については中国共同映画株式会社が、九州については株式会社九州共同映画社が配給を行なう全国配給網をもつ。
同社は、日本映画製作者協会加盟企業であり、また、同社の従業員が組織する共同映画労組は、映画演劇労働組合連合会加盟組合である。

## 関連事項
- ピョートル・エルショーフ （en:Pyotr Pavlovich Yershov）
- イワン・イワノフ＝ヴァノ （en:Ivan Ivanov-Vano）

## 註
1. ↑  共同映画(株)、J-Pitch、2009年10月4日閲覧。
2. 1 2 3 4 5 6 7 8 9 10 11 12  #外部リンク欄、同社公式サイトリンク先の「会社案内」の記述を参照。二重リンクを省く。2009年10月4日閲覧。
3. ↑  プログラムA 作品紹介、日本記録映画作家協会50周年記念映画祭ブログ、2009年10月4日閲覧。
4. ↑  加盟社、日本映画製作者協会、2009年10月4日閲覧。
5. ↑  映演労連第54回定期大会報告（2005年10月17日付）、映画演劇労働組合連合会、2009年10月4日閲覧。